# Scheide (Behälter)

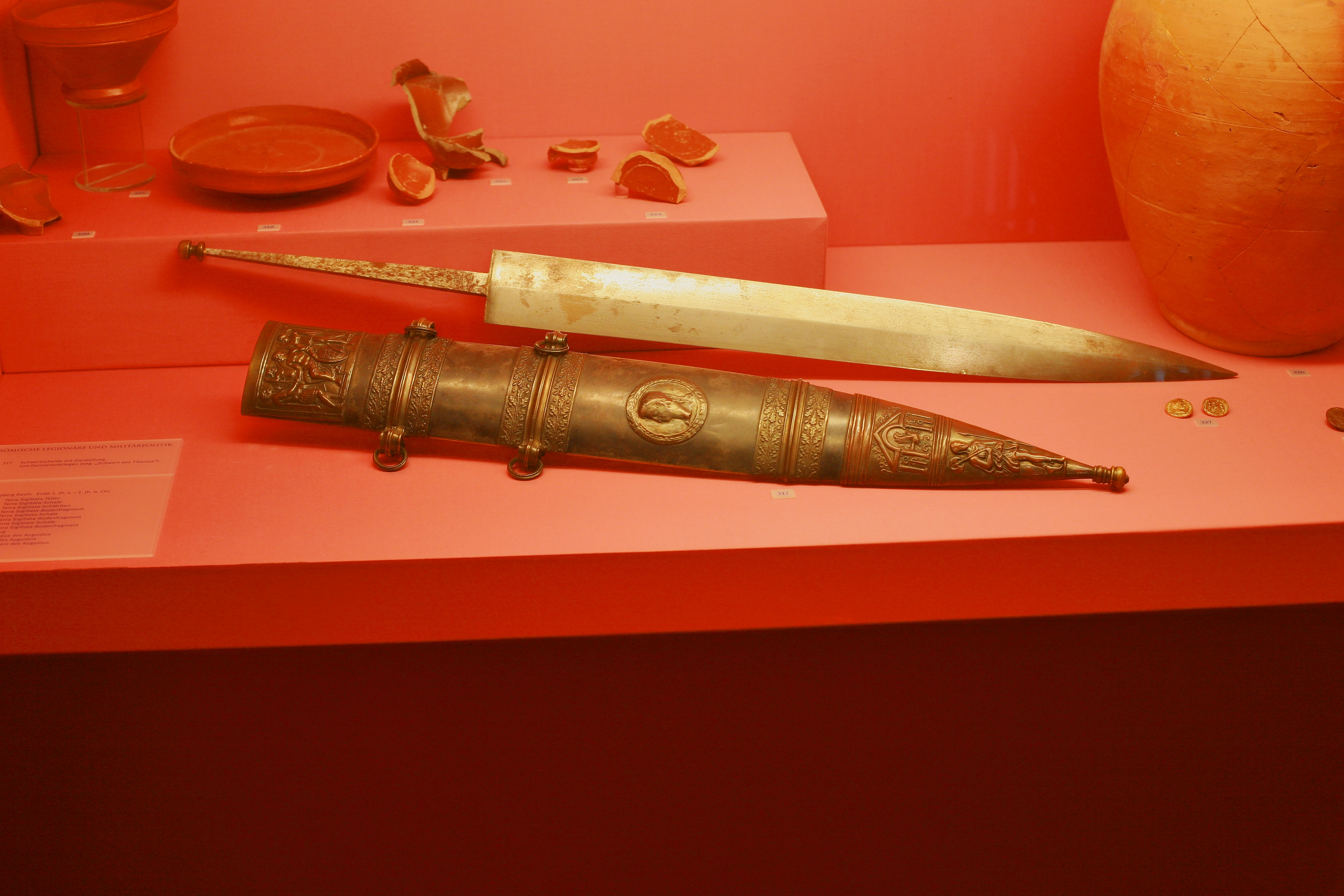
Schwertscheide eines Gladius mit Verzierungen

Eine Scheide ist ein Behälter für ein scharfes Werkzeug oder eine Klingenwaffe. Zweck einer Scheide ist es, unerwünschten Wirkungen der scharfen Teile des Werkzeuges oder der Waffe vorzubeugen (z. B. Verletzungen von Personen oder Tieren oder Beschädigungen der Umgebung bei Lagerung oder Transport). Weiterer Hauptnutzen ist der Schutz des Gegenstandes vor Umwelteinflüssen, die zu Beschädigungen wie zum Beispiel Rost führen können. Dazu kommt bei der Scheide als Bekleidungsbestandteil oder bei einer zeremoniell verwendeten Waffe ein dekorativer oder repräsentativer Aspekt. Ein bekanntes historisches Beispiel ist die Scheide des Reichsschwertes.

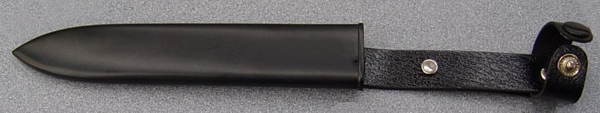
Messerscheide

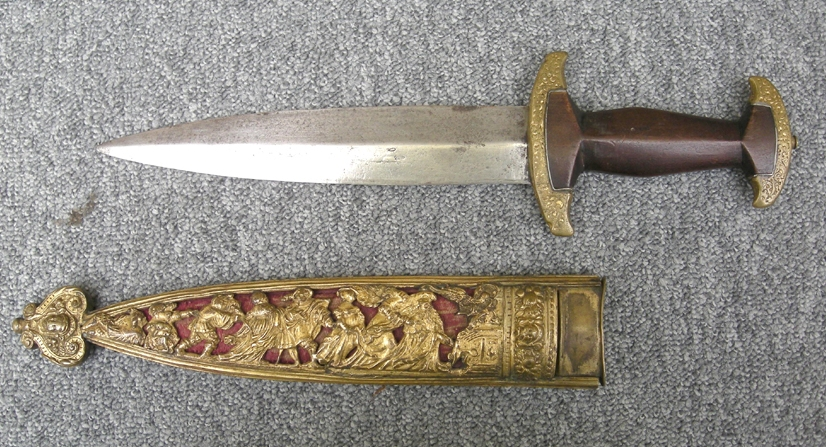
Schweizerdolch 16. Jh. mit Scheide

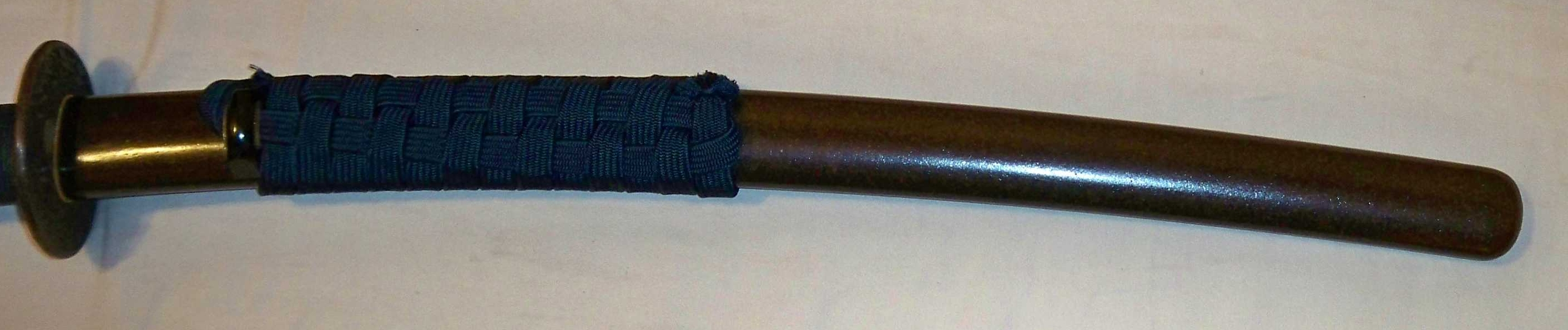
Saya an japanischen Schwertern

Bei der Herstellung von Scheiden kommt eine Vielzahl von üblicherweise zähen Materialien wie Holz, Kunststoff, Leder, verschiedene Textilien und Metalle (Kirkburnschwert) zur Anwendung. Häufig sind Bänder, Ringe, Ösen oder Schlaufen, vorhanden, mit denen der Behälter befestigt wurde. Eine häufige Trageweise ist die Befestigung am Gürtel. In der Vergangenheit gehörte zur Scheide von größeren Klingenwaffen häufig auch eine Tragekonstruktion (Tragegurt), die zum Teil fest mit dem Behälter verbunden war. Übliche Trageweisen waren um die Hüfte oder die Schulter.

Bei modernen Messerscheiden gibt es gegen das unbeabsichtigte Herausrutschen häufig eine Vorrichtung (Riemen, Clip etc.), mittels der das Messer im eingeschobenen Zustand fixiert werden kann.

## Historische Scheiden
Im Mittelalter verwendete man Holz, das mit Leder oder Stoff umwickelt wurde, oder Leder, das mit Metallteilen verstärkt wurde.
Das Innere der Scheide wurde mit Fell ausgekleidet, das mehrere Funktionen hatte:
Zum einen benetzte ein geöltes oder gefettes Fell das Schwert, wenn man das Schwert hineinsteckte und mit der Zeit bildete sich ein Öl- oder Fettfilm, der das Schwert schützte und immer wieder benetzte.
Zum anderen wurde das Schwert durch das Fell besser fixiert.
Metallteile am Eintrittspunkt der Klinge (Scheidenmundblech) dienten dazu, Beschädigungen der Scheide zu verhindern. Eine Metallverstärkung um die Scheidenspitze (Ortblech bzw. Schleppblech) verhinderte Abrieb bzw. Zerstörung des Scheidenendes bei Bodenkontakt (z. B. beim Abstellen, Treppensteigen).
Eine Besonderheit des Mittelalters stellt die Gürtung der Schwertscheide dar. Die Riemen der Scheide waren nicht mit Schnallen zu schließen, sondern mit einem einfachen Schlaufenknoten, der sich durch einen Ruck am Ende der Schlaufe sofort öffnen ließ. Dies hatte die Bewandtnis, dass ein Kämpfer, der voll gerüstet war, auch mitten im Kampf die Scheide fallen lassen konnte, ohne beide Hände zu benützen oder viel Zeit zu verlieren. Dies war notwendig, da durch die Holzkonstruktion die Scheide starr ist und sie beim Kämpfen, insbesondere abgesessen, sehr hinderlich sein kann.
Im 19. Jahrhundert waren Scheiden populär, die ganz aus Metall gefertigt waren, obwohl dadurch die Klinge der enthaltenen Waffe rasch abstumpfte.
Die Scheide des japanischen Katana wird Saya genannt. Sie ist Bestandteil der japanischen Schwertmontur Koshirae.